# Steven Fortès
Steven Fortès (ur. 17 kwietnia 1992 w Marsylii) – kabowerdeński piłkarz francuskiego pochodzenia występujący na pozycji obrońcy w belgijskim klubie KV Oostende oraz w reprezentacji Republiki Zielonego Przylądka. Wychowanek La Cayolle, w trakcie swojej kariery grał także w takich zespołach, jak Arles, Le Havre, Toulouse oraz RC Lens.